# 나인포유
나인포유(Nine4u)는 스트리밍 기술을 이용하여 음악 전문 인터넷 방송 서비스를 제공하는 웹사이트였다.

## 역사
나인포유는 국내 최초의 인터넷 음악 전문 방송으로 1997년 12월 서비스를 시작하였다. 양진석, 류시현, 곽상엽, 전유나, 손성은 등 공중파 연예인 및 케이블 VJ이 인터넷 방송 제작에 최초로 참여하였다. 공중파 방송과 달리 별다른 법적 규제가 없는 인터넷 방송에서 처음으로 일본 대중 음악을 소개하는 프로그램을 제작하기도 하였으며, 1998년 당시 9개 채널로 방송하는 총 조회수가 4백여만건에 달했다.
2000년부터 코리아뮤직넷 도메인과 합쳐져 서비스를 지속하였으며, 총 97개 프로그램 1,874개의 음악 프로그램이 제작되었다. 음반 사전심의를 없애면서 우리나라에선 표절이 급증하였는데, 2001년 이에 대한 패러디로 표절 의혹이 제기된 원곡을 모아 정식 옴니버스 음반을 만들기도 했다. .
2003년 2월 벅스뮤직과 함께 30여개 음반사로부터 국내 최대 음악 저작권 소송을 당하였다.  여기에는 한국음반산업협회 소속 신나라레코드, 도레미레코드 등 국내 음반사 20여개 및 BMG코리아,EMI코리아,워너뮤직코리아,유니버셜코리아 등 해외 직배 5개사가 포함되었다.
이후 벅스뮤직 제외한 인터넷음악서비스업체협의회 소속으로서 음악 듣기 서비스 유료화에 참여하였다.. 유료화 이후 음악 사이트들은 평균 트래픽이 3분의 1로 감소하는가 하면 유료회원은 전체 회원의 1%에도 미치지 못하는 등 고전하였으며, 나인포유 역시 사용자 수가 감소하였다.

## 수상 내역
- 1999년 5월 제 1회 우수 IP(정보 제공자) 오락 부문 수상[9]
- 1999년 9월 한경 인터넷 대상 인터넷 방송 부문 수상[10]